# Branica (województwo mazowieckie)
Branica – wieś sołecka w Polsce położona w województwie mazowieckim, w powiecie białobrzeskim, w gminie Radzanów.
Prywatna wieś szlachecka, położona była w drugiej połowie XVI wieku w powiecie radomskim województwa sandomierskiego. W latach 1975–1998 miejscowość administracyjnie należała do województwa radomskiego.
Na wschód od miejscowości przepływa rzeka Pierzchnianka, prawobrzeżny dopływ Pilicy. Do Pierzchnianki wpada z kolei rzeczka Branica (według ks. Fr. Siarczyńskiego, Opis Powiatu Radomskiego) płynąca przez wieś, która wypływa z Wyśmierzyc, płynie granicą Błeszna i Kożuchowa i przez wieś Branica.
Z osiemnastowiecznego dworu (w którym urodziła się żona płk Dionizego Czachowskiego - Eufemia z Kaliszów) zostały do dzisiaj tylko niewielkie fragmenty muru.
Wierni Kościoła rzymskokatolickiego należą do parafii Zwiastowania Najświętszej Maryi Panny w Jasionnej.